# La Chapelle (Haïti)
La Chapelle (Haïtiaans-Creools: Lachapèl) is een stad en gemeente in Haïti met 31.500 inwoners. De gemeente maakt deel uit van het arrondissement Saint-Marc in het departement Artibonite.
De plaats ligt op een vruchtbare vlakte op het hogere deel van de Artibonitevallei, aan de rand van het Plateau Central. De gemeente wordt doorkruist door de Chaîne des Matheux. La Chapelle ligt op 15 kilometer ten oosten van Gonaïves en op 32 km ten noordwesten van Saint-Marc. De afstand tot Cap-Haïtien bedraagt 53 km, en tot Port-au-Prince 100 km.
De belangrijkste gewassen zijn sorgo, maïs en duivenerwt. Op de nattere, vruchtbare gebieden wordt verder rijst, bonen en fruit verbouwd. Er is geprobeerd om varkenshouderij in het gebied te introduceren, maar veel dieren zijn gestorven door de varkenspest.

## Bevolking
In 2009 had de gemeente 28.695 inwoners, in 2003 werden 18.092 inwoners geteld. Dit komt neer op een stijging van 8,0% per jaar.
Van de bevolking woont 18% in de dorpskernen en 82% in ruraal gebied. 50,8% van de bevolking is mannelijk. 46% van de bevolking is jonger dan 18 jaar.
Het grootste deel van de bevolking is rooms-katholiek. De parochiekerk is gewijd aan Sint-Jan-Evangelist. Verder zijn er enkele protestanten.

## Indeling
De gemeente bestaat uit de volgende sections communales:
| Nr. | Naam      | Km²   | Inw.2015 |
| --- | --------- | ----- | -------- |
| 1   | Martineau | 68,38 | 12.262   |
| 2   | Bossous   | 75,22 | 19.291   |